# Moran (Kansas)
Moran è un centro abitato (city) degli Stati Uniti d'America, situato nella Contea di Allen, nello Stato del Kansas. In una stima del 2007 la popolazione era di 526 abitanti.

## Geografia fisica
Secondo i rilevamenti dell'United States Census Bureau, la località di Moran si estende su una superficie di 1,1 km², tutti occupati da terre.

## Popolazione
Secondo il censimento del 2000, a Moran vivevano 562 persone, ed erano presenti 140 gruppi familiari. La densità di popolazione era di 521,7 ab./km². Nel territorio comunale si trovavano 255 unità edificate. Per quanto riguarda la composizione etnica degli abitanti, il 96,44% era bianco, lo 0,36% era afroamericano, l'1,96% era nativo e l'1,25% apparteneva a due o più razze. La popolazione di ogni razza ispanica corrispondeva allo 0,36% degli abitanti.
Per quanto riguarda la suddivisione della popolazione in fasce d'età, il 24,7% era al di sotto dei 18, il 7,7% fra i 18 e i 24, il 21,9% fra i 25 e i 44, il 20,5% fra i 45 e i 64, mentre infine il 25,3% era al di sopra dei 65 anni di età. L'età media della popolazione era di 42 anni. Per ogni 100 donne residenti vivevano 90,5 uomini.